# Artas
Pour les articles homonymes, voir Artas (homonymie).
Artas est une commune française située dans le département de l'Isère, en région Auvergne-Rhône-Alpes.
Autrefois adhérente à la communauté de communes de la région Saint-Jeannaise, la petite commune essentiellement rurale est rattachée depuis 2014 à la communauté de communes Bièvre Isère et historiquement, à l'ancienne province du Dauphiné.
La commune, qui se présente sur son site officiel comme un village à caractère rural, revendique le titre de « berceau de la fête des mères », en France, celle-ci y a été organisée pour la première fois en 1906 à l'initiative du maire. Une fresque commémorant ce fait local est visible à l'entrée du bourg.

## Géographie

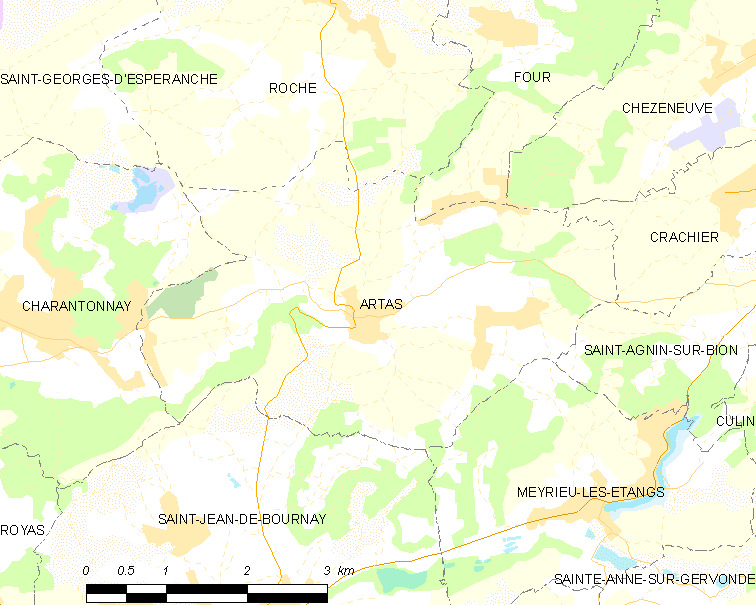
Plan d'Artas et de ses communes voisines.

### Situation et description
Située dans la partie septentrionale du département de l'Isère et dans l'arrondissement de Vienne, dans la région naturelle des Terres froides, le territoire de la commune se positionne entre les agglomérations de Bourgoin-Jallieu et de l'ancienne ville nouvelle de L'Isle-d'Abeau, au nord et de Saint-Jean-de-Bournay, au sud et fit longtemps partie du canton organisé autour de cette dernière commune. Elle est depuis 2014, rattachée au canton de La Verpillière.

### Géologie et relief
La zone des collines doucement ondulées du secteur d'Artas et de Saint-Jean-de-Bournay se développe au sud de la plaine lyonnaise et elle est caractérisée par un recouvrement général de moraines dessinant des vallums morainiques et par une série de vallées mortes fluvio-glaciaire.
Le glacier du Rhône avait envahi tout le secteur de l'actuel Bas-Dauphiné à la fin du Pléistocène jusqu'à la région saint-jeannaise à laquelle appartient Artas. La marge latérale occidentale de ce glacier coïncide avec la limite nord du plateau de Bonnevaux, façonnée par l'érosion fluvio-glaciaire des torrents qui longeaient ce gigantesque glacier et dont on retrouve les traces sous forme de terrasses alluviales et de traces d'écoulement. On retrouve sur le territoire une accumulation de roches, vestige de la période glaciaire.

#### Particularité géologique
La « Pierre du diable » est un volumineux bloc erratique morainique déposé par le glacier du Rhône qui recouvrait cette partie du Dauphiné durant l'ère quaternaire (entre - 30 000 et - 14 000 ans).

### Communes limitrophes
La commune est riveraine de huit autres communes du département de l'Isère.

### Hydrographie

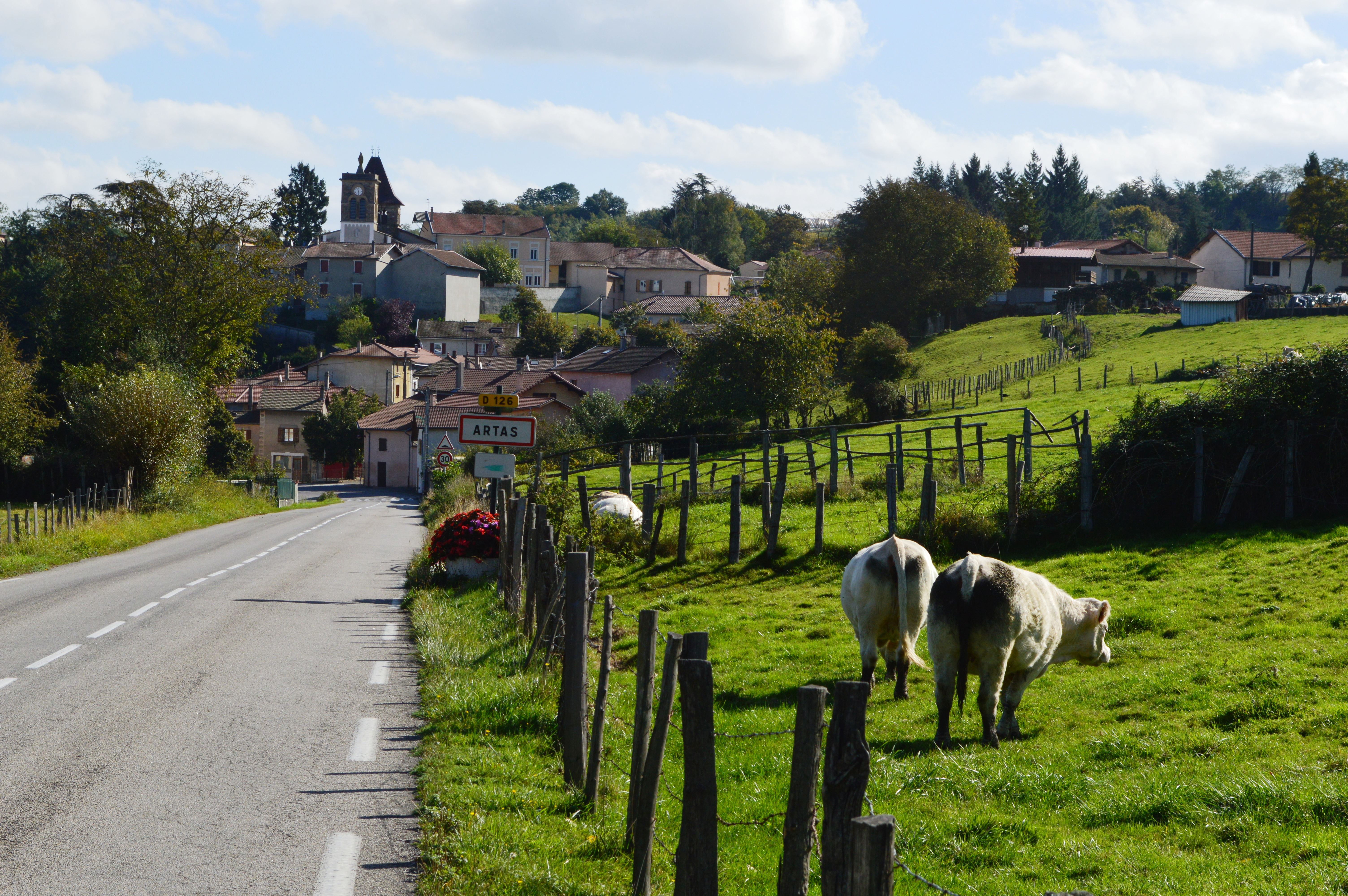
Paysage d'Artas en automne.

La commune ne possède pas de cours d'eau notable, excepté le ruisseau de Charavoux, d'une longueur de 6,2 km, lequel prend sa source dans le hameau de Révolet avant de rejoindre le territoire voisin de la commune de Charentonnay.

### Climat
Pour des articles plus généraux, voir Climat d'Auvergne-Rhône-Alpes et Climat de l'Isère.
En 2010, le climat de la commune est de type climat des marges montargnardes, selon une étude du Centre national de la recherche scientifique s'appuyant sur une série de données couvrant la période 1971-2000. En 2020, Météo-France publie une typologie des climats de la France métropolitaine dans laquelle la commune est exposée à un climat de montagne ou de marges de montagne et est dans la région climatique Moyenne vallée du Rhône, caractérisée par un bon ensoleillement en été (fraction d’insolation > 60 %), une forte amplitude thermique annuelle (4 à 20 °C), un air sec en toutes saisons, orageux en été, des vents forts (mistral), une pluviométrie élevée en automne (250 à 300 mm).
Pour la période 1971-2000, la température annuelle moyenne est de 10,6 °C, avec une amplitude thermique annuelle de 17,6 °C. Le cumul annuel moyen de précipitations est de 1 008 mm, avec 9,8 jours de précipitations en janvier et 6,4 jours en juillet. Pour la période 1991-2020, la température moyenne annuelle observée sur la station météorologique de Météo-France la plus proche, « Bourgoin », sur la commune de Bourgoin-Jallieu à 11 km à vol d'oiseau, est de 12,4 °C et le cumul annuel moyen de précipitations est de 844,0 mm,. Pour l'avenir, les paramètres climatiques de la commune estimés pour 2050 selon différents scénarios d'émission de gaz à effet de serre sont consultables sur un site dédié publié par Météo-France en novembre 2022.

### Voies de communication

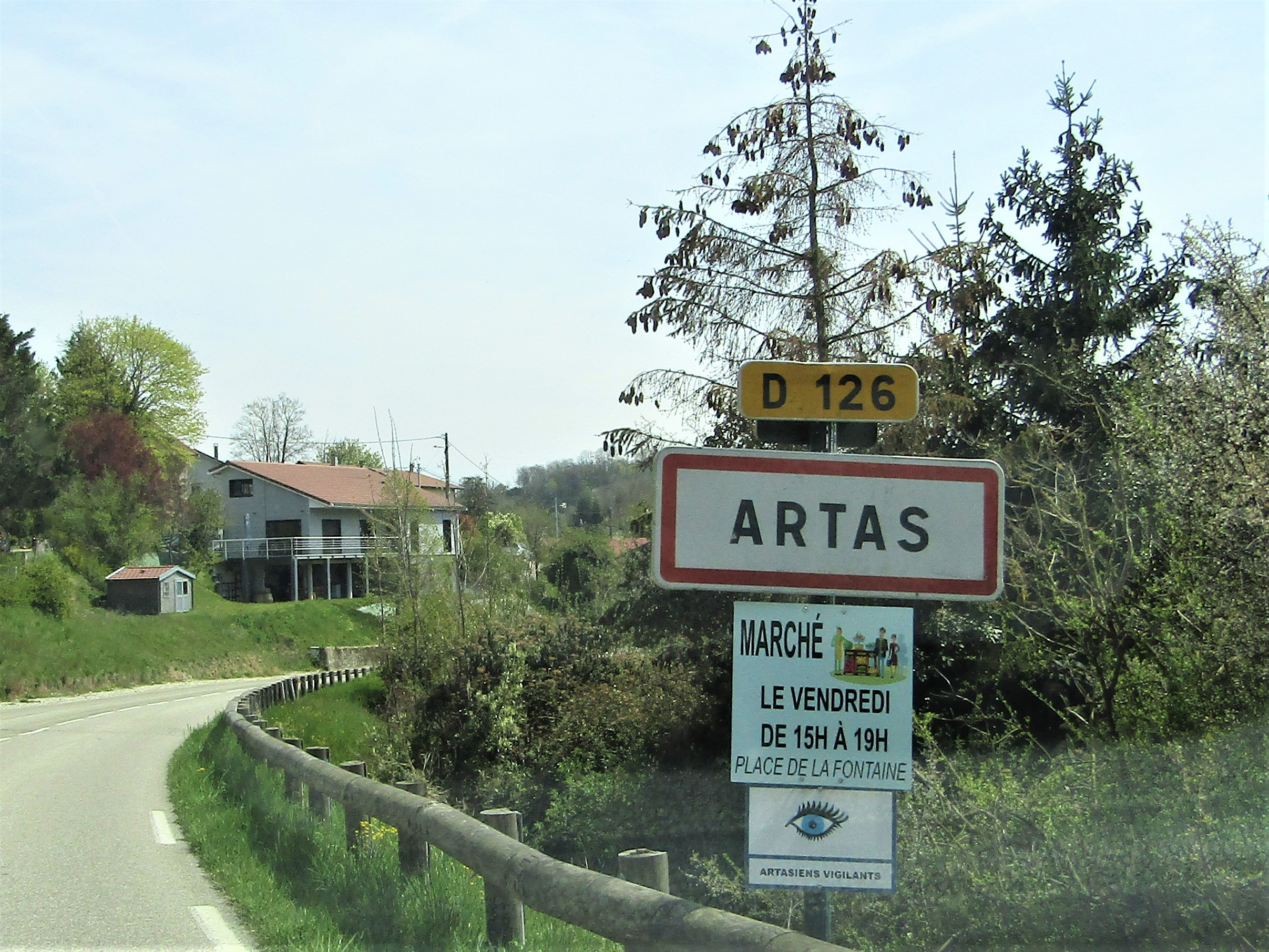
Panneau routier d'entrée d'Artas (RD126).

Le territoire communal est situé en dehors des axes de grande circulation. Le bourg est cependant traversé par deux routes secondaires qui se traversent en son centre :
- la RD53 qui relie la commune de Valencin (par Saint-Georges-d'Espéranche) à celle de Saint-Agnin-sur-Bion ;
- la RD126 qui relie la commune de La Verpillière à Saint-Jean-de-Bournay.

### Transports publics
Autocars
Le réseau interurbain de l'Isère, plus connu sous l'appellation Transisère, permet de relier le village d'Artas à d'autres villes de l'Isère, grâce à la ligne de proximité 2080 qui relie Valencin ↔ Artas ↔ Bourgoin-Jallieu.
Trains
La  gare ferroviaire la plus proche de la commune est la gare de Bourgoin-Jallieu, desservie par des trains TER Auvergne-Rhône-Alpes.

## Urbanisme

### Typologie
Au 1er janvier 2024, Artas est catégorisée commune rurale à habitat dispersé, selon la nouvelle grille communale de densité à sept niveaux définie par l'Insee en 2022.
Elle est située hors unité urbaine. Par ailleurs la commune fait partie de l'aire d'attraction de Lyon, dont elle est une commune de la couronne,. Cette aire, qui regroupe 397 communes, est catégorisée dans les aires de 700 000 habitants ou plus (hors Paris),.

### Occupation des sols
L'occupation des sols de la commune, telle qu'elle ressort de la base de données européenne d’occupation biophysique des sols Corine Land Cover (CLC), est marquée par l'importance des territoires agricoles (76,2 % en 2018), une proportion sensiblement équivalente à celle de 1990 (77 %). La répartition détaillée en 2018 est la suivante : 
terres arables (45,2 %), zones agricoles hétérogènes (22,2 %), forêts (13,6 %), prairies (8,8 %), zones urbanisées (7,3 %), mines, décharges et chantiers (2,9 %). L'évolution de l’occupation des sols de la commune et de ses infrastructures peut être observée sur les différentes représentations cartographiques du territoire : la carte de Cassini (XVIIIe siècle), la carte d'état-major (1820-1866) et les cartes ou photos aériennes de l'IGN pour la période actuelle (1950 à aujourd'hui).

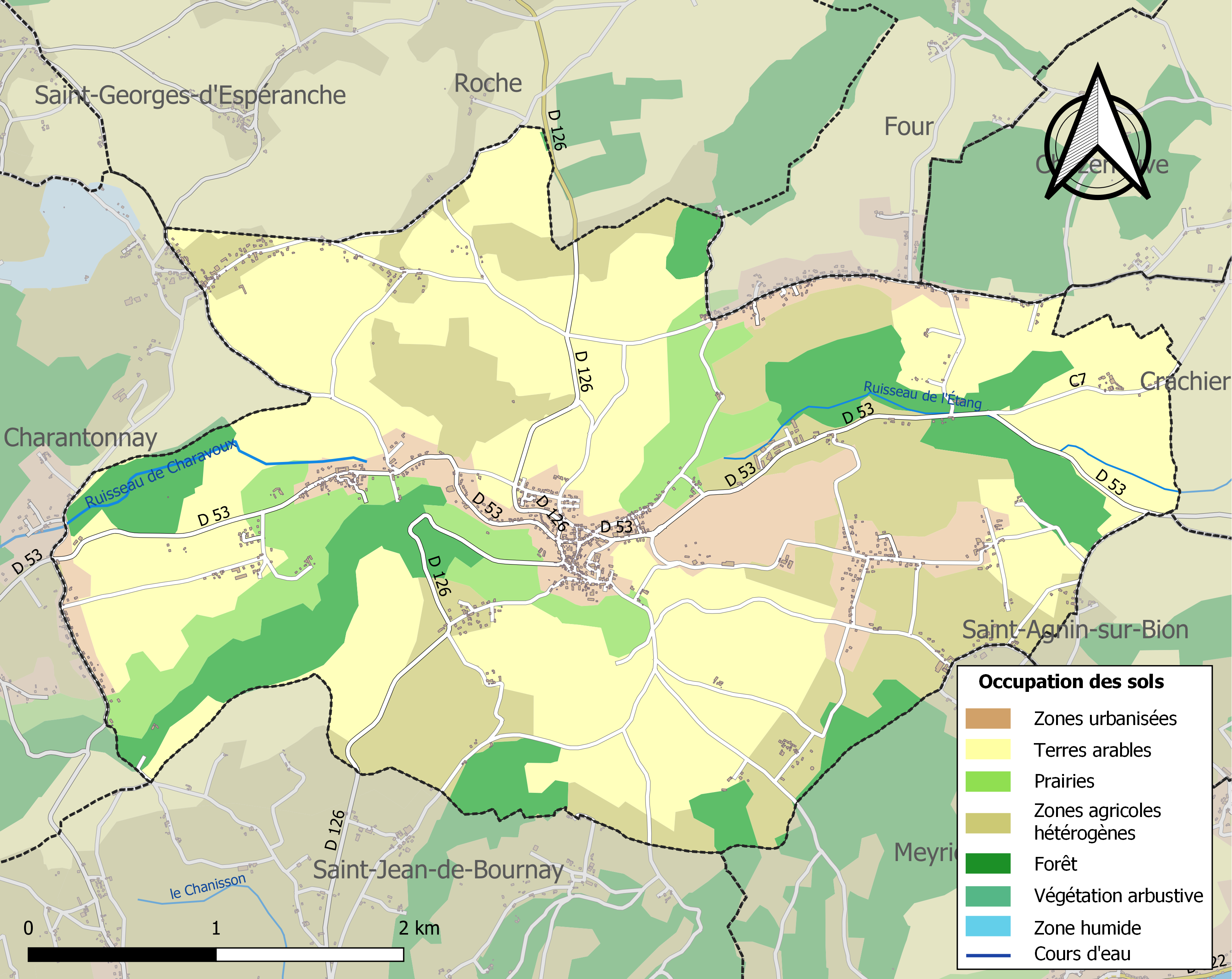
Carte des infrastructures et de l'occupation des sols de la commune en 2018 (CLC).

### Hameaux lieux-dits et écarts
Voici, ci-dessous, la liste la plus complète possible des divers hameaux, quartiers et lieux-dits résidentiels urbains comme ruraux qui composent le territoire de la commune d'Artas, présentés selon les références toponymiques fournies par le site géoportail de l'Institut géographique national. 
| - Maison Guinet - le Barroz - la Blache - la Grande Forêt - Croisée du Pilier - Maison Thévenot - le Grand Champ - Pierre Grand - Pré de l'Œil - Thiviat | - la Verne - Tarnézieux - le Closeau - Radoire - le Gaillot Bourret - Maison Morel - Maison Devirieux - Cinquin - Charmenson - le Loup | - le Révollet - la Farfatière - Maison Maret - Maison Charreton - Maison Gonin - Maison Chenavier - la Plaine - le Beray - Combe Biera - le Martin | - Château Bonnevaux - Maison Favre Novel - Maison Philippe - Maison Gallifet - Maison Bichet - Maison Petit - Maison Beyet - Les Tuilières - Maison Abel - la Petite Forêt | - Maison Frizon - les Pichatières - Maison Dennoly - Maison Fontaine - Maison Pignard - Clos de la Barre - la Combe Vigot - le Grand Vignier - le Petit Vignier |

### Risques naturels et technologiques

#### Risques sismiques
L'ensemble du territoire de la commune d'Artas est situé en zone de sismicité n°3 (sur une échelle de 1 à 5), comme la plupart des communes de son secteur géographique.
| Type de zone | Niveau            | Définitions (bâtiment à risque normal) |
| ------------ | ----------------- | -------------------------------------- |
| Zone 3       | Sismicité modérée | accélération = 1,1 m/s2                |

## Toponymie
Selon André Planck, auteur d'un livre sur la toponymie des communes de l'Isère, le nom du village dériverait du gaulois Artos désignant également l'ours, animal reconnu pour sa force et son prestige, très apprécié avant l'implantation du christianisme.
Mercurius Artaios, une assimilation du dieu Mercure avec le dieu celte Artaios, un dieu ours vénéré autrefois à Beaucroissant, cité assez proche d'Artas est également évoquée.
L'influence du grec ancien avec le terme artos (du grec ancien : Ἄρτος, signifiant « pain levé ») a également été suggéré par F. Crozet, dans son ouvrage édité en 1870.

## Histoire

### Antiquité

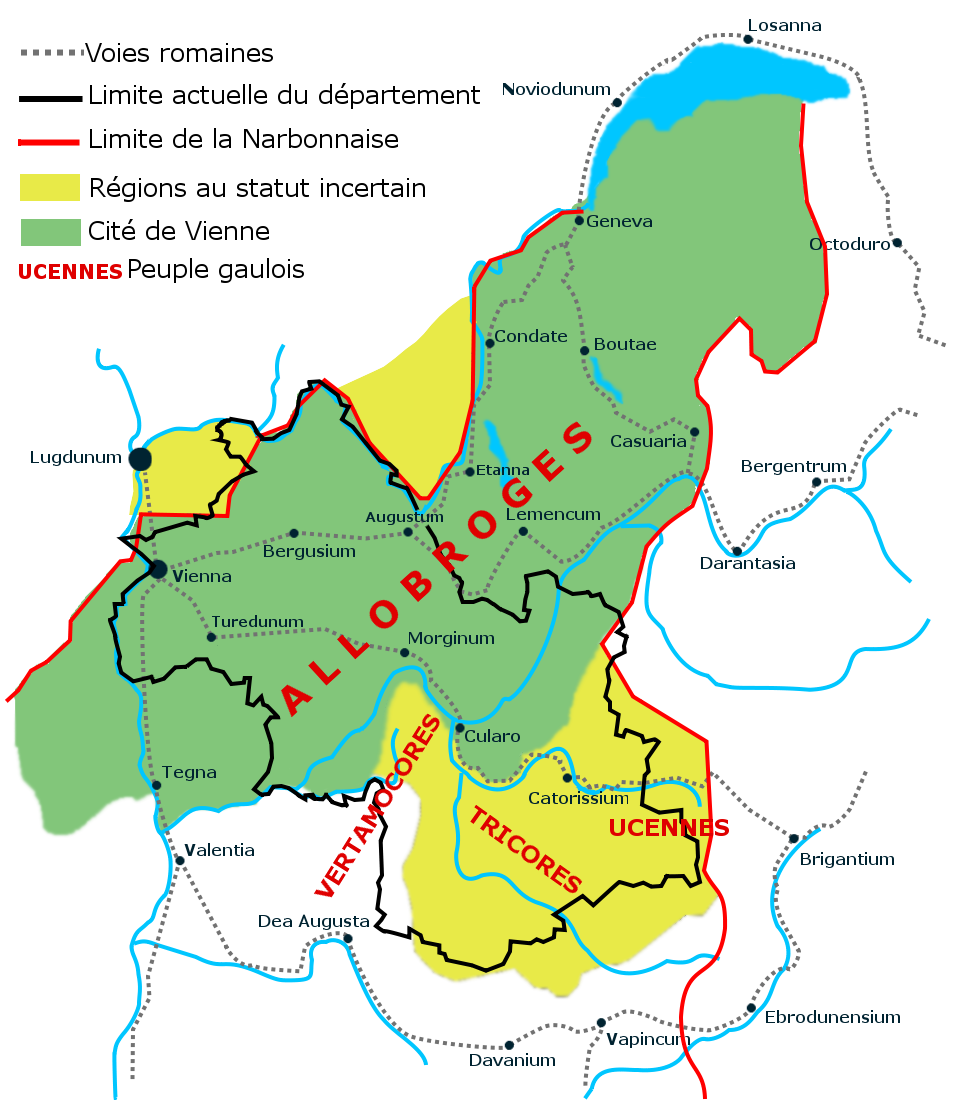
Carte de l'Allobrogie.

Le territoire de la commune était déjà occupé durant la période antique.
Durant cette période, le territoire des Allobroges s'étendait sur la plus grande partie des pays qui seront nommés plus tard la Sapaudia (ce « pays des sapins » deviendra la Savoie) et au nord de l'Isère.
Les Allobroges, comme bien d'autres peuples gaulois, sont une « confédération ». En fait, les Romains donnèrent, par commodité le nom d'Allobroges à l'ensemble des peuples gaulois vivant dans la civitate (cité) de Vienne, à l'ouest et au sud de la Sapaudia.
Au cœur d'un secteur forestier, au lieu-dit Mollard du Puits, il existe des traces d’une voie romaine d'environ cinq mètres de large. La même voie se retrouverait  un peu plus loin au lieu-dit Cancarot et des tombes gallo-romaines auraient été exhumées au lieu-dit du Mas de la Vergne.

### Moyen Âge
Durant l'époque médiévale, il existait un prieuré, rattaché à l'ordre de Cluny. La famille Vignon de Tarnésieu y possédait un château, aujourd'hui disparu.

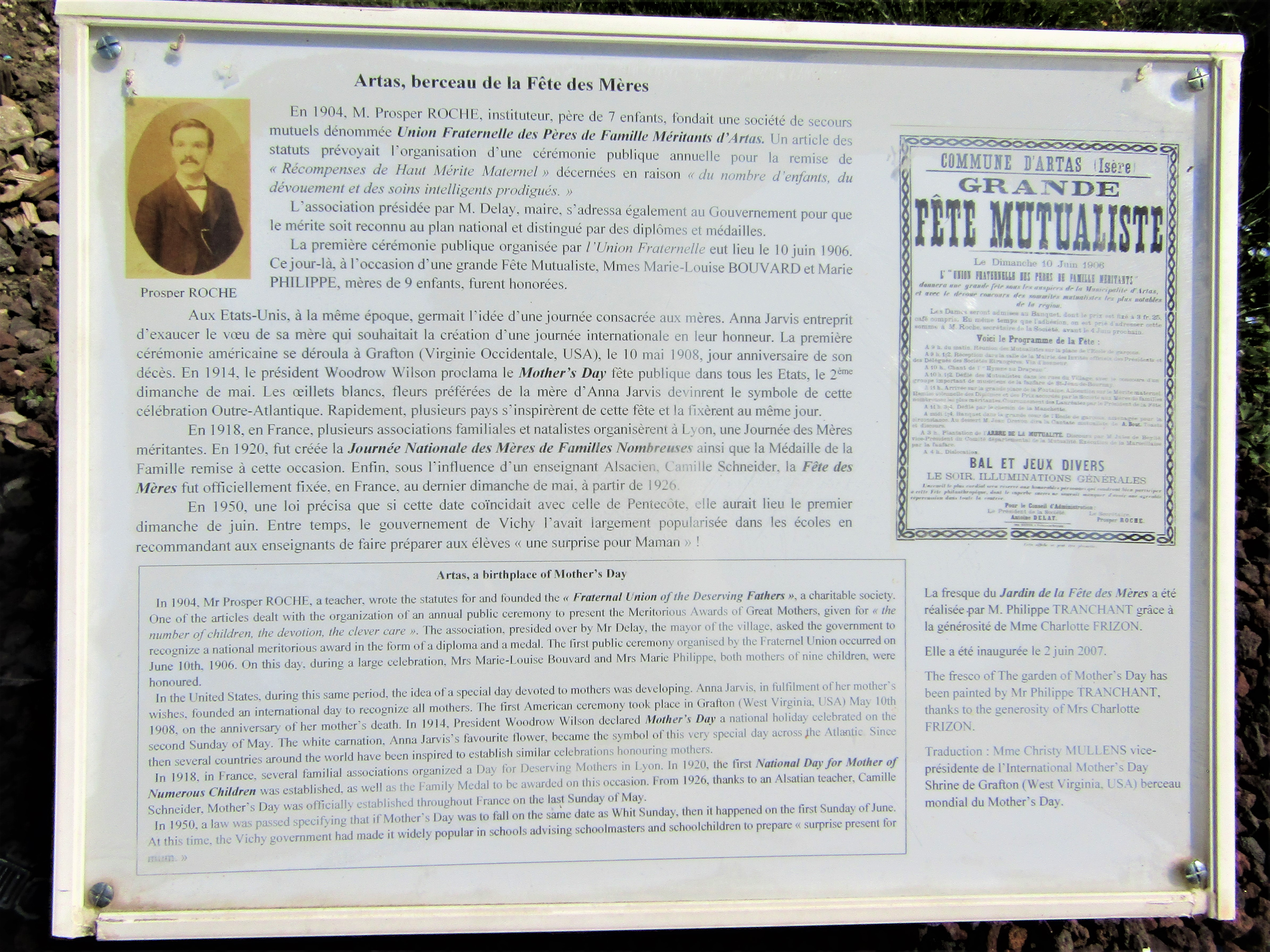
Panneau sur la fête des mères affiché dans un square à Artas (extérieur).

### Temps Modernes
Sous le règne de Louis XIV, les chênes de la forêt d'Artas sont renommés et fournissaient en grande partie des bois nécessaires pour construire les galères du Roi à Marseille.

### Époque contemporaine
Artas revendique être le berceau de la fête des mères, en France, organisée pour la première fois en 1906. Une fresque murale a été créée en contrebas de l'entrée du bourg ancien afin de témoigner de cet événement.
Organisée par l'« Union des pères de famille méritants », créée par le maire de la commune sous l'initiative de l'instituteur Prosper Roche, son but était de promouvoir l'accroissement de la population en « honorant » les familles nombreuses. L'homme politique et ancien ministre, François Baroin évoque cette création dans son livre dénommé « Une histoire de France par les villes et les villages ».

## Politique et administration

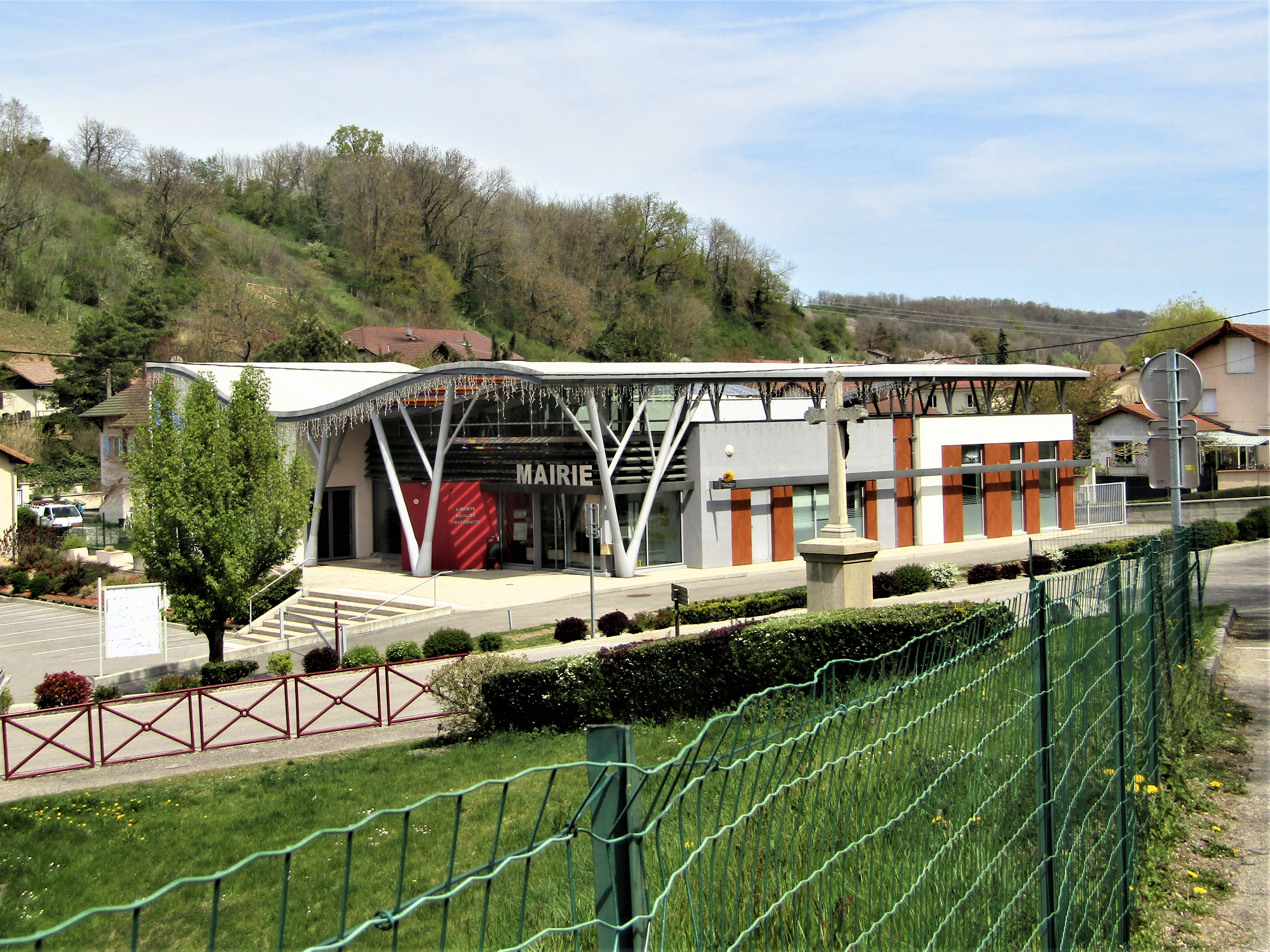
La mairie en avril 2019.

### Administration municipale
Le conseil municipal d'Artas est composé de dix-neuf conseillers municipaux (neuf femmes et dix hommes) dont un maire, trois adjoints municipaux, quatre conseillers délégués et onze conseillers municipaux.
Le maire de la commune est également le premier vice-président de la communauté de communes Bièvre Isère chargé du développement économique, de l'aménagement numérique et de l'agriculture.

### Tendances politiques et résultats

#### Scrutins nationaux
Lors de l'élection présidentielle de 2017, la candidate du Front national fut, au niveau local, placée en tête des deux tours de scrutin par les électeurs de la commune qui se sont (en moyenne) déplacés vers les urnes de façon plus importante que les autres électeurs français.

### Liste des maires
| Période                                  | Période  | Identité          | Étiquette | Qualité |
| ---------------------------------------- | -------- | ----------------- | --------- | ------- |
| mars 1995                                | 2014     | Maurice Barale    | UMP       | ...     |
| mars 2014                                | En cours | Martial Simondant | SE        | Cadre   |
| Les données manquantes sont à compléter. |          |                   |           |         |

## Économie

### Activités industrielle et commerciale
L'économie de la commune est liée à des commerces et des services de proximité, mais aussi une zone artisanale. Celle-ci, dénommée « Zone d'activités de Chaplanière », appartient au domaine des zones industrielles et parcs d'activités de la région Saint-Jeannaise.

### Activité agricole
Selon le site de la mairie, « Artas a conservé un caractère rural ». L'activité agricole est encore très marquée sur son territoire et la mairie dénombre encore dix-neuf exploitations dont huit ont leur siège sur la commune. La surface agricole utile (SAU) revendiquée est de 877 hectares.

## Population et société

### Démographie
Ses habitants sont nommés les Artasiens
L'évolution du nombre d'habitants est connue à travers les recensements de la population effectués dans la commune depuis 1793. Pour les communes de moins de 10 000 habitants, une enquête de recensement portant sur toute la population est réalisée tous les cinq ans, les populations de référence des années intermédiaires étant quant à elles estimées par interpolation ou extrapolation. Pour la commune, le premier recensement exhaustif entrant dans le cadre du nouveau dispositif a été réalisé en 2008.

En 2022, la commune comptait 1 815 habitants, en évolution de +0,11 % par rapport à 2016 (Isère : +3,07 %, France hors Mayotte : +2,11 %).
| 1793  | 1800  | 1806  | 1821 | 1831  | 1836  | 1841  | 1846  | 1851  |
| ----- | ----- | ----- | ---- | ----- | ----- | ----- | ----- | ----- |
| 1 085 | 1 159 | 1 101 | 990  | 1 253 | 1 346 | 1 320 | 1 181 | 1 325 |

| 1856  | 1861  | 1866  | 1872  | 1876  | 1881  | 1886  | 1891  | 1896  |
| ----- | ----- | ----- | ----- | ----- | ----- | ----- | ----- | ----- |
| 1 302 | 1 224 | 1 203 | 1 212 | 1 088 | 1 071 | 1 052 | 1 045 | 1 025 |

| 1901 | 1906  | 1911 | 1921 | 1926 | 1931 | 1936 | 1946 | 1954 |
| ---- | ----- | ---- | ---- | ---- | ---- | ---- | ---- | ---- |
| 986  | 1 000 | 993  | 874  | 840  | 793  | 750  | 692  | 667  |

| 1962 | 1968 | 1975 | 1982 | 1990  | 1999  | 2006  | 2008  | 2013  |
| ---- | ---- | ---- | ---- | ----- | ----- | ----- | ----- | ----- |
| 646  | 612  | 658  | 895  | 1 026 | 1 349 | 1 545 | 1 601 | 1 778 |

| 2018  | 2022  | - | - | - | - | - | - | - |
| ----- | ----- | - | - | - | - | - | - | - |
| 1 804 | 1 815 | - | - | - | - | - | - | - |

### Enseignement
La commune est située dans l'académie de Grenoble. L'école élémentaire, qui compte plusieurs sections de primaire et des classes de maternelle, est située au centre du village. L'établissement présente un effectif de 221 élèves lors la rentrée scolaire de 2023.

### Animation culturelle
La « journée des fours » ou « matinée des fours », généralement organisée à la fin du mois d'avril est une fête locale.

### Médias

#### Presse écrite
Historiquement, le quotidien à grand tirage Le Dauphiné libéré consacre, chaque jour, y compris le dimanche, dans son édition du Nord-Isère, un ou plusieurs articles à l'actualité du canton et quelquefois de la commune, ainsi que des informations sur les éventuelles manifestations locales, les travaux routiers, et autres événements divers à caractère local.

### Cultes

#### Culte catholique
La communauté catholique et l'église d'Artas (propriété de la commune) sont rattachées à la paroisse Saint Hugues de Bonnevaux (relais Saint-Jean) qui est, elle-même, rattachée au diocèse de Grenoble-Vienne.

## Culture locale et patrimoine

### Lieux et monuments
L'église Saint-Pierre à deux clochers des XIIe et XIXe siècles.
L'ancien clocher roman de style lombard est le dernier vestige de l'église prieurale qui fut édifiée durant le Moyen Âge. En 1835, le cloître fut démoli. Une partie fut conservée pour y installer la mairie et l'école. Ce dernier bâtiment considéré comme trop vétuste fut, à son tour rasé, en 1900, afin d'y construire une école de filles.
La fresque du jardin dédiée à la Fête des Mères.
Le village d'Artas revendique être le « berceau de la fête des Mères ». En effet, le 10 juin 1906, à l'initiative de Prosper Roche, fondateur de l'Union fraternelle des pères de famille méritants d'Artas, une cérémonie en l'honneur de mères de familles nombreuses eut lieu. Deux mères de neuf enfants reçurent, ce jour-là, un prix de « Haut mérite maternel ». Le diplôme original créé par Prosper Roche est conservé dans la bibliothèque de l'Institut de France avec les archives de l'association,,.
La « Pierre du Diable ».
Il s'agit d'un bloc erratique d'origine morainique déplacé par le glacier du Rhône durant les grandes glaciations. Le rocher, dénommé ainsi en raison d'une légende locale, est situé en pleine forêt. Celle-ci a fait l'objet d'un roman de l'écrivaine Nicole Provence, dénommé La Pierre du diable, édité chez Flammarion.
Le monument aux morts.
Celui-ci est situé au centre du bourg à proximité immédiate du porche de l'église.
L'ancienne mairie.
Considérée comme trop étroite pour accueillir l'ensemble des services municipaux, celle-ci, rénovée récemment, est toujours présente au centre du village.

Quelques photos du village d'Artas
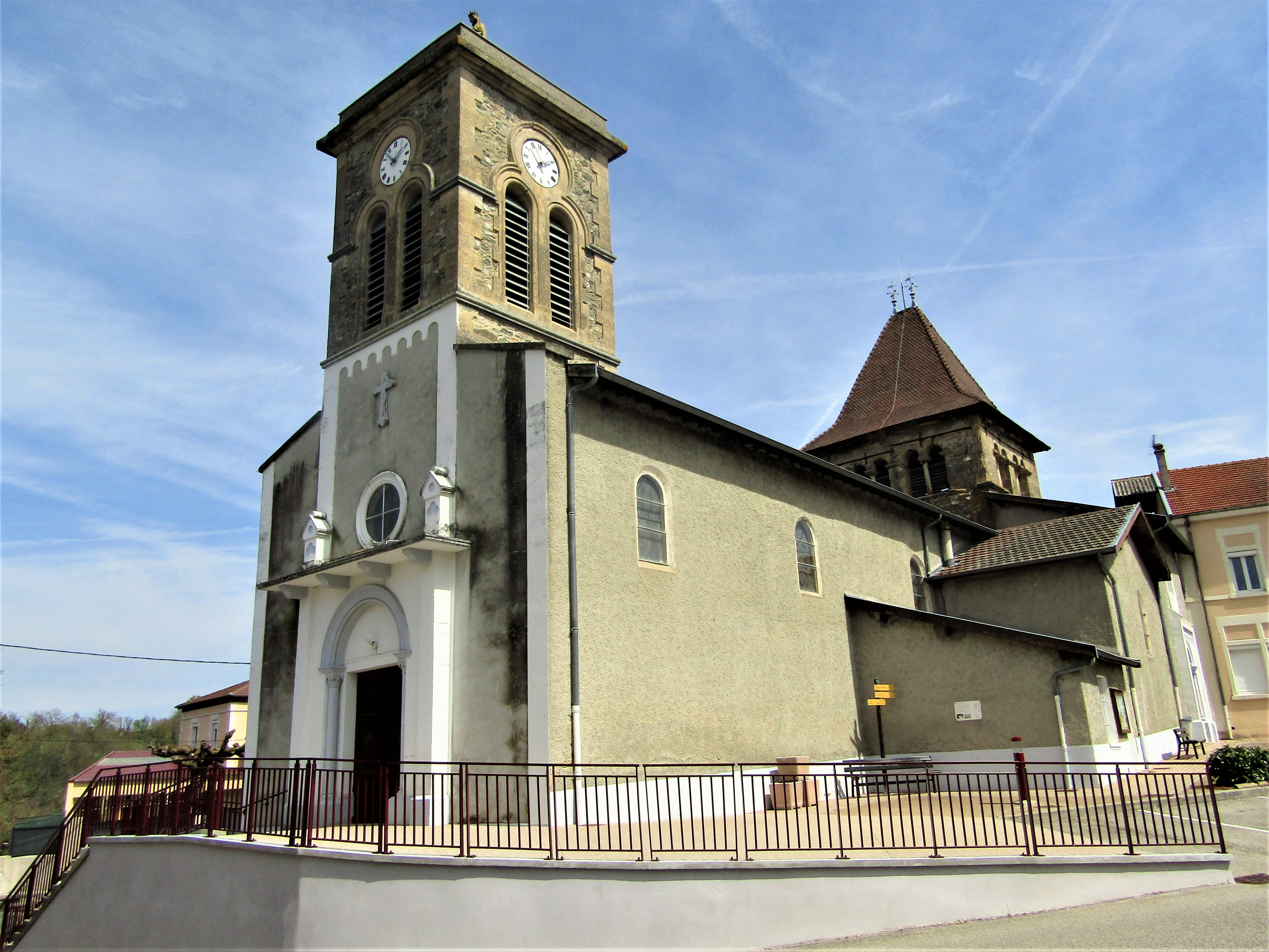
L'église d'Artas.
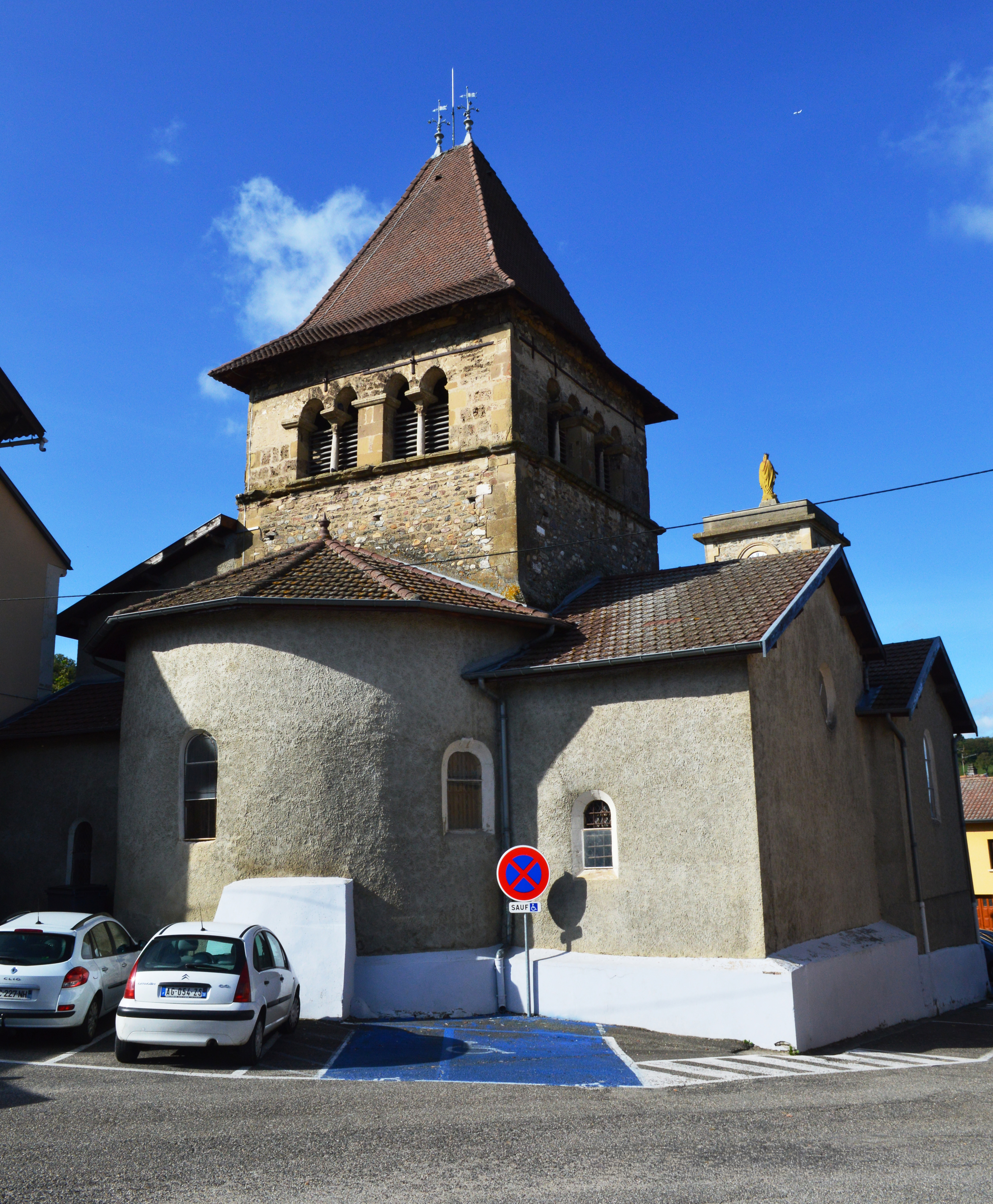
Autre vue de l'église.
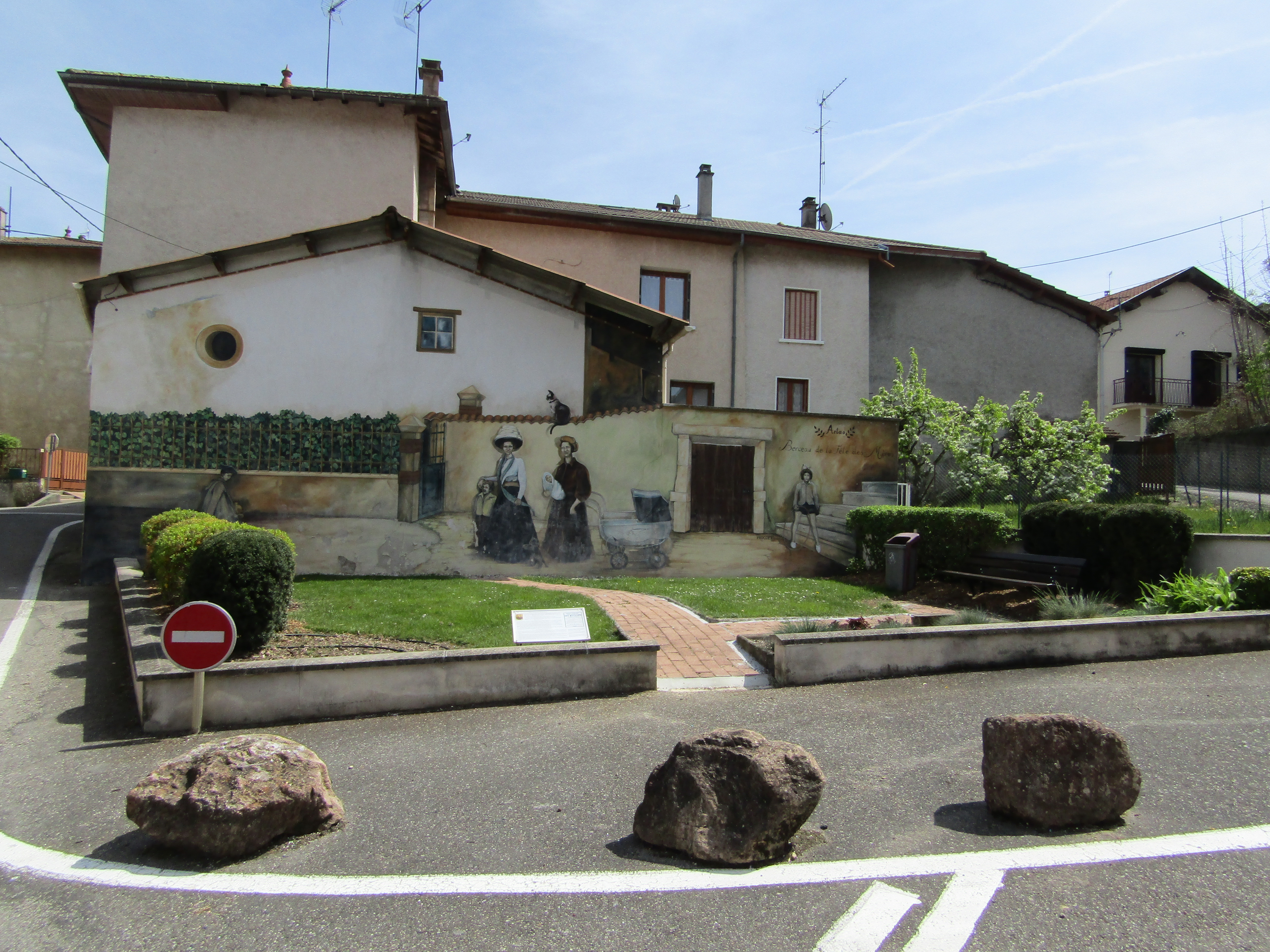
Square de la fresque.
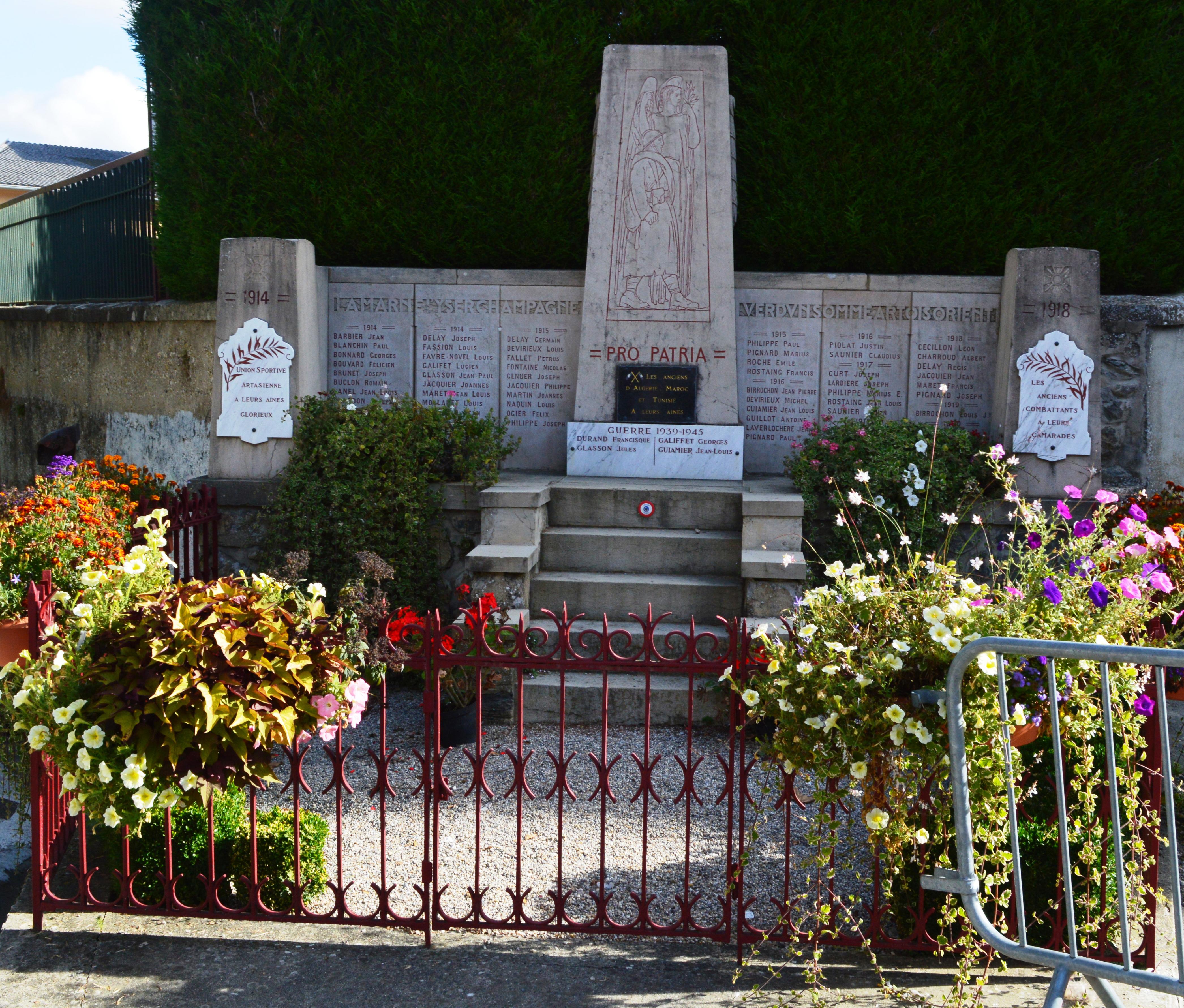
Le monument aux morts.
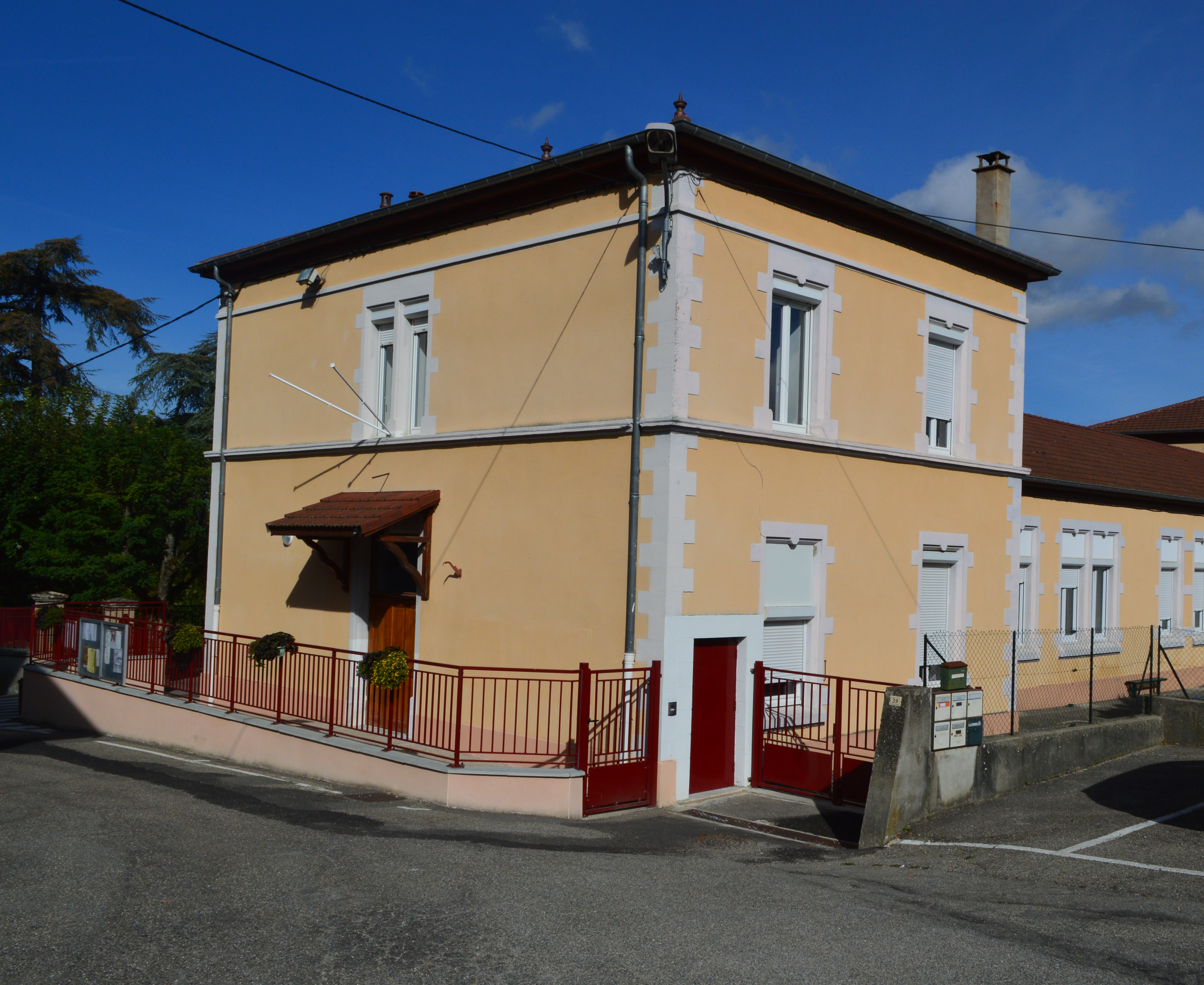
L'ancienne mairie.
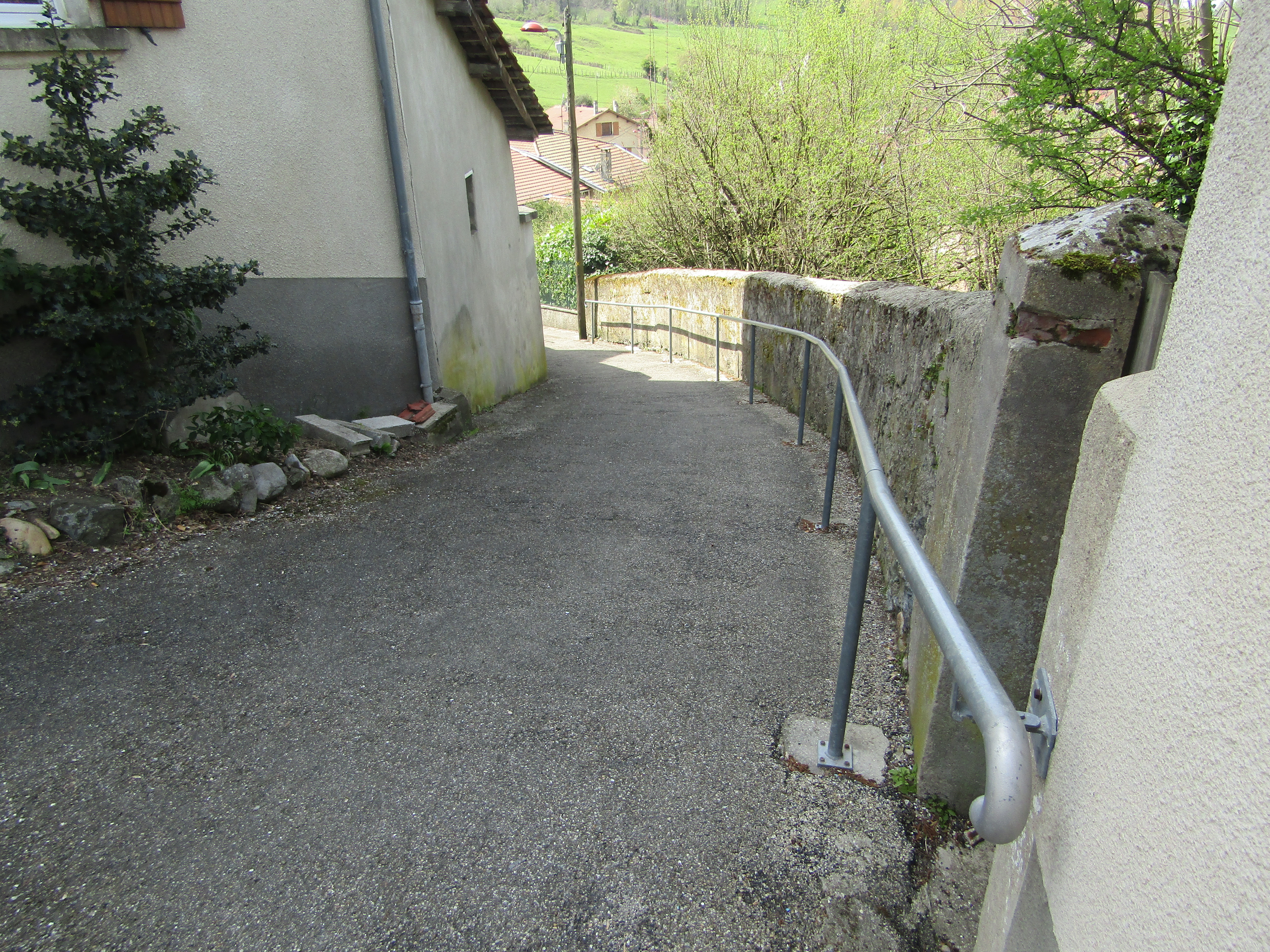
Ruelle du village.

### Patrimoine culturel
La Grange Chevrotière
Cette ancienne grange-étable est un lieu consacré à la fois à l'art et au patrimoine local. Le site accueille des expositions et des spectacles.

### Patrimoine naturel
L'étang de Charavoux

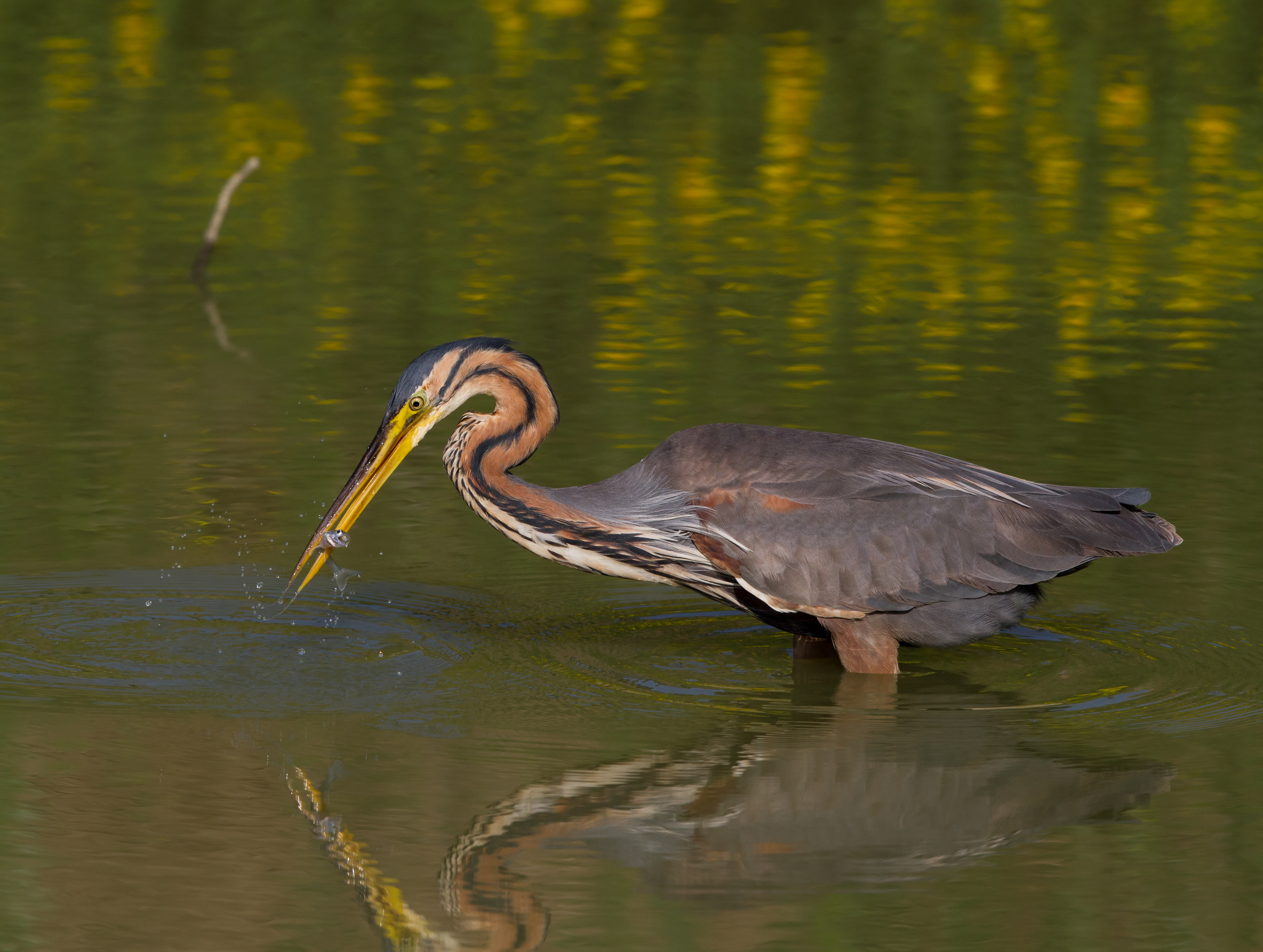
Héron pourpré.

La ZNIEFF de l'étang de Charavoux s'étend uniquement sur le territoire de la commune d'Artas. Sa superficie est de 17,04 hectares. Le plan d'eau est alimenté par le ruisseau de Charavoux et présente un paysage typique des milieux humides avec des bois, des prairies, des roselières.
Ce site naturel accueille ainsi diverses espèces dont certaines présentent un intérêt scientifique et naturaliste. On peut y observer des oiseaux tels que la Bouscarle de Cetti, la Rousserolle turdoïde et le Héron pourpré.

### Personnalités liées à la commune
- Prosper Roche :

instituteur du village au début du XXe siècle, initiateur d'une fête des mères locales considérée comme un des créateurs de cette célébration en France.

### Héraldique
|  | Artas possède des armoiries dont l'origine et le blasonnement exact ne sont pas disponibles. |